# Овчаров, Юрий Николаевич
Ю́рий Никола́евич Овчаро́в (укр. Юрій Миколайович Овчаров; род. 19 марта 1966, Кировск, Луганская область) — советский и украинский футболист, вратарь, тренер
В 1984 году начал играть за «Десну», также выступал за узбекский «Касансаец», житомирское «Полесье», кировоградскую «Звезду-НИБАС» и алчевскую «Сталь». Становился победителем и бронзовым призёром первой лиги Украины. После завершения карьеры игрока работал тренером вратарей «Десны», ФК «Львов» и черновицкой «Буковины».

## Карьера игрока
Воспитанник луганского футбола. С 1984 по 1988 годы играл за «Десну» во второй лиге. В 1989 году перешёл в «Касансаец», в составе которого стал серебряным призёром второй лиги 1990 года (9 зона). В 1991 году вернулся в «Десну». Первый матч в чемпионате Украины сыграл 3 мая 1992 года в рамках 13-го тура первой лиги против сумского «Автомобилиста» (1:2). Осенью 1993 года играл за житомирский «Химик».
В 1994 году стал игроком «Звезды-НИБАС». За два сезона в составе кировоградской команды завоевал бронзовую медаль второй лиги (1993/94) и золотую медаль первой лиги (1994/95). Сезон 1995/96 провёл в алчевской «Стали», которая заняла 3-е место в первой лиге. В 1996 году вернулся в «Звезду». В высшей лиге дебютировал 15 сентября 1996 года в матче против «Днепра» (0:4).
В 1997 году вернулся в Чернигов. В 14-ти играх чемпионата 1996/97, в котором «Десна» заняла первое место в группе «А» второй лиги, пропустил 1 гол. В 1999 году выступал за «Полесье» (Житомир), в 2002—2003 годах был игроком «Десны».

## Тренерская карьера
После окончания карьеры игрока в 2003 году получил должность в тренерском штабе «Десны». В 2008 году включён в заявку команды в качестве вратаря. Летом 2009 года на протяжении 6-ти туров чемпионата Украины исполнял обязанности главного тренера в связи с тем, что «Десна» не подписала контракт с Александром Рябоконем. По итогам сезона 2009/10 «Десна» заняла 8-е место в первой лиге, но была исключена из ПФЛ. Юрий Овчаров вместе с главным тренером Александром Рябоконем перешёл в ФК «Львов». С 2011 года работал тренером вратарей «Буковины». Летом 2012 года вернулся в «Десну».

## Достижения

### Игрок
«Касансаец»
- Серебряный призёр второй лиги СССР: 1990 (9 зона).

«Звезда-НИБАС»
- Победитель первой лиги Украины: 1994/95.
- Бронзовый призёр второй лиги Украины: 1993/94.

«Сталь» Алчевск
- Бронзовый призёр первой лиги Украины: 1995/96.

«Десна»
- Победитель второй лиги Украины: 1996/97 (Группа «А»).
- Бронзовый призёр второй лиги Украины: 2002/03 (Группа «В»).

### Тренер
«Десна»
- Серебряный призёр Первой лиги Украины: 2016/17.
- Чемпион второй лиги Украины: 2012/13.
- Победитель второй лиги Украины: 2005/06 (Группа «А»).
- Серебряный призёр второй лиги Украины (2): 2003/04, 2004/05 (Группа «В»).